# サムノスチルム
サムノスチルムは接合菌に属するカビの一つ。よく糞から出現する。

## 特徴
サムノスチルム(Thamnostylum)は接合菌門接合菌綱ケカビ目エダケカビ科のカビである。かつてはマキエダケカビ属に含まれていた。大きい胞子嚢と巻くようにつく小胞子嚢をもち、それらがアポフィシスを持つのが特徴である。日本ではT. piriforme が比較的普通に見られる。以下にこの種を中心に述べる。
菌糸体はよく発達した菌糸からなる。基質中に菌糸が伸び、また匍匐菌糸が気中に伸びる。成長はそこそこ早い。
無性生殖は大きい胞子嚢と小胞子嚢による。小胞子気嚢はたいていよく形成されるが、大きい胞子気嚢は形成しない場合がある。

### 大きい胞子嚢
大きい胞子嚢は胞子嚢柄の先端につく。胞子嚢柄は基質中の菌糸から出ることも匍匐菌糸から出ることもある。匍匐菌糸から出る場合、それが基質表面に接触したところから出て、基質中に伸びる仮根と対になる。
胞子嚢柄はほぼ真っすぐに立ち上がり、枝分かれを出すことはあまりないが、時には多少の分枝を作り、それぞれの先端に胞子嚢をつけることもある。また、途中の側面に小胞子嚢をつけることも多い。
胞子嚢はほぼ球形で、その基部は円錐形のアポフィシスとなっている。胞子嚢の内部には多数の胞子嚢胞子が形成され、成熟するとその壁が溶けることで胞子が放出される。胞子嚢の中央には楕円形の柱軸がある。胞子放出後の柱軸の基部には胞子嚢壁の一部が襟状に残る。

### 小胞子嚢
小胞子嚢は胞子嚢柄の側面から出る。普通は柄の途中の1-数カ所に出る。胞子嚢柄は時に先端に胞子嚢を欠くこともあり、その場合には先端近くからも小胞子嚢が出ることもあるが、やはり先端少し下の側面から出る。
小胞子嚢は常に多数が集まって生じ、肉眼でも見えるし、顕微鏡下では互いに重なり合って真っ黒の塊に見える。小胞子嚢が出るところの構造は種によって違いがあるが、T. piriforme の場合、柄の側面に膨らみを生じ、そこから多数の短い枝が出て、これがその基部で1ー2回の二又分枝をして、それぞれの先端に個々の小胞子嚢が着く。この柄は途中で巻き込んで先端は内側を向く。T.nigricansなどではその基部がはっきりした膨大部(Vesicle)となり、そこから小胞子嚢が一個ずつ出るが、T.repensでは完全に枝分かれだけからなる。
個々の小胞子嚢ははっきりとしたアポフィシスがあるので涙滴型をしており、多くても20個ほどの胞子のみを含む。また、小さいながらも柱軸がある。小胞子嚢は丈夫な膜に包まれており、胞子が成熟しても壊れず、むしろ下の柄の部分で折れて散布されるようである。

### 有性生殖
自家不和合性なので有性生殖が観察されることは多くない。接合胞子嚢や配偶子嚢のようすはケカビとよく似ている。

## 生育環境など
世界中から知られており、やや暖かい地方に多い。よく糞から分離されるが、その他さまざまな有機物から発見されている。日本でもネズミの糞などからよく見つかる。

## 分類
このカビは元来マキエダケカビとして知られていたものである。古くはこの仲間は小胞子嚢の柄が巻いているか真っすぐで端に針を持つかによってマキエダケカビとハリエダケカビに分けられていたが、この両者は区別が次第に不明になっていた。1970年にvon Arx & Upadhyayがそこからこのカビを分割した。それは以下のような特徴において異なっていたからである。
- 胞子嚢と小胞子嚢はいずれもアポフィシスを持つ。
- 匍匐菌糸を発達させる。
- 低温性でない。

このようなことから別属となったものである。本属に含まれる種は大体Helicostylumとして記載され、その後にここに移されたものである。
ただ、このことによってこのカビの和名がなくなってしまった。カビ類はせいぜい属単位でしか和名がついておらず、このカビがマキエダケカビ属から離れた以上、その名を使うのはややこしい。日本においてこの類ではこの属のT. piriformeが最もよく見られる（冷蔵庫内を除く）ものであり、これがしばしばマキエダカビの名で呼ばれて来た経過もある。しかし上記二属はその後統合されて残ったのがHelicostylumの方であるので、マキエダカビの名はこれが引き継いだとするのが無難であろう。
Benny & Benjamin(1975)では、この属に四種を記録している。
- T. lucknowensis (Rai, Tewari & Mukerji) von Arx & Upadhyay 1970：インドとアメリカ、メキシコに分布
- T. nigricans (van Tiegh.) Benny & Benjamin 1975：ヨーロッパ、アメリカ、日本
- T. repens (van Tiegh.) Upadhyay 1973：ヨーロッパ、アメリカ。
- T. piriforme (Bain.) von Arx & Upadhyay 1970：ほぼ世界中に分布、この属を通じて最も普通種（及びこの科の最も普通な種の一つ）。

日本では上記のようにT. piriformeが普通に見られるほか、T. nigricansも記録されている。

## 系統
この属はその形態的特徴からヘリコスチルムと共にエダケカビ科とするのが常であった。だが、分子系統の情報から形態的な特徴による分類が覆ったことから見直しが行われている。Hoffmann et al.(2013)ではこれがヘリコスチルムとは大きくかけ離れたところに位置し、ハリサシカビモドキ科に入るべき位置にあり、カラクサケカビ属などが近くにあるという結果を提示しているが、科の配置については保留している。